# Yo antes de ti
Yo antes de ti es una novela romántica de la escritora británica Jojo Moyes para jóvenes adultos publicada en 2012. En 2016 se estrenó la película basada en el libro, Me before you, protagonizada por Emilia Clarke y Sam Claflin.

## Resumen
Louisa Clark es una linda joven de 26 años extrovertida y extravagante, que trabaja en un café para ayudar a su familia. Tiene un novio llamado Patrick, del cual ya no está tan enamorada, puesto que él está más enfocado en su deporte
. Will Traynor es un empresario exitoso que queda tetrapléjico luego de un accidente de moto. Tras perder su empleo, Louisa es contratada por los padres del  joven Will  para ayudarlo a no terminar con su vida, sin saber que él cambiará la suya

## Personajes
- Louisa Clark: Una mujer de 26 años que es creativa, talentosa y divertida, pero que se subestima a sí misma y tiene pocas ambiciones. Su vida cambia cuando comienza a trabajar como cuidadora de un hombre paralítico. Con el tiempo, aprende a aprovechar sus capacidades y salir de su zona de comodidad limitada.
- William (Will) Traynor: Un hombre de 35 años que quedó tetrapléjico después de ser atropellado por una motocicleta. Es inteligente y rico, pero su discapacidad lo ha dejado de mal humor, enojado y amargado. Incapaz de aceptar nunca ser el hombre activo y aventurero que alguna vez fue, quiere terminar con su vida.
- Camilla Traynor: La madre de Will que tiene una relación tensa con su hijo. Es severa y estricta pero se preocupa por el bienestar de su hijo.
- Steven Traynor: El padre de Will que estuvo ausente en su mayoría de la vida de sus hijos; Camilla Traynor lo culpa por destruir a su familia. Quiere divorciarse de Camilla.
- Katrina (Treena) Clark: La hermana menor de Louisa que es madre soltera de su hijo Thomas, que trabaja en una florería. Siempre se la ha considerado la hermana más inteligente. Aunque las hermanas siempre han sido competitivas, se apoyan mutuamente entre los dos.
- Patrick: El novio de Louisa que trabaja como entrenador personal. Está obsesionado con el deporte y la dieta.
- Nathan: El enfermero y el cuidador de Will que también es su amigo.
- Bernard Clark: El padre de Lou, trabajó como artesano de muebles antes de ser despedido y finalmente trabaja en el mantenimiento del castillo.
- Josephine: La madre de Lou, que pasa sus días cuidando al hijo de Treena y limpiando
- Alicia Dewar: La exnovia de Will que se casa con su colega, Rupert. Es hermosa y delicada, pero vive su vida de acuerdo con los estándares de la sociedad superior.
- Georgina Traynor: La hermana de Will que vive y trabaja en Australia, resiente a Will por su deseo de morir.
- Rupert Freshwell: Un viejo amigo de Will del trabajo. Se casa con la antigua novia de Will, Alicia.
- Frank: El empleador anterior de Louisa en la panadería donde trabajaba antes de conocer a Will.
- Thomas: El joven sobrino de Louisa e hijo de su hermana Katrina, una madre soltera.
- Mayor Timothy Dewar: Padre de Alicia Dewar.

## Recepción y crítica
Con un porcentaje de 8,14 (Muy bueno) con 428 votos [cita requerida]. El diario New York Times dijo: "Cuando acabé este libro no quería escribir una reseña. Lo que quería era volver a leerlo".
El libro se colocó en el club de lectura de Richard y Judy. Los defensores de la discapacidad han criticado el libro y la película por sugerir que la vida puede no valer la pena para algunas personas con discapacidades graves.

## Adaptación cinematográfica
En 2014 MGM anunció que haría una adaptación de la película de yo antes de tí, que será dirigida por Thea Sharrock y lanzado a través de Warner Bros. La película estaba inicialmente programada para estrenarse en agosto de 2015, pero se retrasó hasta el 3 de junio de 2016. 
Emilia Clarke y Sam Claflin interpretan a los personajes principales. La película ha recaudado más de $ 200 millones en todo el mundo.